# Uniwersytet Sztuk Teatralnych i Filmowych w Budapeszcie
Uniwersytet Sztuk Teatralnych i Filmowych w Budapeszcie (węg. Színház- és Filmművészeti Egyetem – SZFE) – węgierska uczelnia publiczna zlokalizowana w Budapeszcie. Została założona w 1865 roku, a w 2000 r. otrzymała status uniwersytetu.